# Staromiejski ewangelicki kościół farny w Bydgoszczy
Staromiejski ewangelicki kościół farny – istniejący w latach 1787–1903 kościół ewangelicki w Bydgoszczy.

## Położenie
Kościół znajdował się w miejscu obecnej hali targowej na rogu ul. Podwale i Teofila Magdzińskiego w Bydgoszczy. Stał w osi północ-południe.

## Historia
Budowa kościoła wiąże się z włączeniem miasta Bydgoszczy w obręb państwa pruskiego w wyniku I rozbioru Polski w 1772 r.
Jednym z pierwszych dekretów króla Prus Fryderyka II w Bydgoszczy było utworzenie parafii ewangelicko-augsburskiej z dniem 5 października 1772 r.
Bydgoszcz zamieszkiwały wtedy zaledwie dwie ewangelickie rodziny niemieckie, ale wskutek kolonizacji związanej z budową kanału bydgoskiego i rozrostem miejscowego garnizonu stan ten szybko ulegał zmianie. Katolicy w 1815 r. stanowili tylko 40% ludności Bydgoszczy, a w latach 1850–1920 r. już tylko 25%.
Pierwsze nabożeństwo luterańskie nowo mianowany pastor Gebhardi odprawił 12 kwietnia 1773 r. w naprędce przystosowanej żupie solnej. Przybyło na nie ok. 600 wiernych z miasta i okolic. Od 1776 do 1787 r. odprawiano nabożeństwa w jednej z sal na poddaszu starego ratusza. Budowę nowej świątyni ewangelickiej rozpoczęto w 1784 r., korzystając z funduszy wyłożonych przez państwo pruskie. Projekt zboru wykonał budowniczy krajowy Paul Johann Greth, a budowę nadzorował budowniczy Bothke. Prace ukończono w 1787 r. Konsekrację świątyni, która nie otrzymała żadnego wezwania, funkcjonując cały czas pod nazwą staromiejski ewangelicki kościół farny dokonano 21 stycznia 1787 r. podczas wielkiej uroczystości kościelno-państwowej.
Obiekt kosztował w sumie 7000 talarów. Część kwoty pochodziła ze sprzedaży zagarniętego z miejscowej mennicy złomu srebrnego i nie puszczonych w obieg pieniędzy. W 1788 r. ołtarz oddzielono od nawy dwoma artystycznie wykonanymi kratami z kutego żelaza. W 1794 r. ukończono budowę drewnianej dzwonnicy z 3 dzwonami.
Kościół w 1829 r. zamknięto, gdyż groził zawaleniem. Podczas trwającego do 1833 r. remontu, który zużył większość zgromadzonych w kasie kościelnej zasobów, nabożeństwa odprawiano w kościele pobernardyńskim. Kolejny remont zboru z jego przebudową, poszerzeniem i częściową zmianą szczytu fasady, nastąpił w 1869 r. W 1839 roku wybudowano plebanię (pastorówkę – obecnie ul. Wały Jagiellońskie 14).
Staromiejski ewangelicki kościół famy przez prawie wiek zaspokajał potrzeby religijne bydgoskich luteranów. Kolejne zbory ewangelickie w Bydgoszczy zaczęły powstawać dopiero po 1846 r., a szczególne nasilenie budów przypada na lata 1878–1914 r..
Ze względu na nie najlepszy stan techniczny, oraz konieczność przebicia ul. Kościelnej (obecnie T. Magdzińskiego) w stronę nowo wybudowanego wielkiego kościoła farnego, świątynię zburzono w 1903 roku, stawiając na jej miejscu halę targową (1904–1906). Trzy dzwony z rozebranej świątyni przeniesiono do kościoła w Osielsku.
Fragmenty fundamentów kościoła odsłonięto w 2022 roku, podczas budowy zbiornika retencyjnego pod ul. Magdzińskiego.

## Architektura
Gmach świątyni wzniesiono w stylu klasycystycznym obowiązującym w końcu XVIII wieku w monarchii pruskiej.
Była to budowla salowa bez wieży, tynkowana, z wyniosłym dwuspadowym dachem przykrytym dachówką ceramiczną. Barokizujący fronton zawierał na poziomie korpusu trzy podziały okienne zwieńczone trójkątnym tympanonem. Nad nim wznosił się ozdobny szczyt. Oprócz wejścia czołowego były jeszcze dwa wejścia boczne zwieńczone trójkątnymi tympanonami. Każda ściana boczna mieściła sześć dużych okien okaz tyle samo mniejszych – okrągłych. Ściany boczne wieńczył tęgi gzyms. Wewnątrz salę świątyni obiegały drewniane empory łączące się z usytuowanym nad wejściem chórem z organami.